# Храм Воскресения Христова (Ульяновск)
Храм Воскресе́ния Христо́ва — приходской храм Симбирской епархии Русской православной церкви, города Ульяновска, построен в 1911 году.

## История

### Дореволюционное время
К середине XIX века администрация города решила построить новое кладбище (ныне Воскресенский некрополь), так как Всехсвятское городское кладбище было переполнено. В 1868 году городская управа отмежевала под новое кладбище 5 десятин земли вдоль дороги в с. Мостовую, выкупленных у крестьян Конно-Подгородной слободы, и вскоре проложила дорогу от Дворцовой улицы (ныне ул. Карла Маркса). Но подготовка территории затянулась на несколько лет. И только в 1874 году оно было открыто. Назначенного в 1904 году в Симбирск епископа Гурия вызвало возмущение отсутствие на кладбище церкви. Здесь сначала построили часовню (сегодня она является северной частью храма) и начали продавать места на новом кладбище. Потом горожане начали жертвовать деньги на строительство храма, но денег не хватало. В постройке церкви помогали симбирские купцы, по одной версии, по другой версии — корнет уланского полка.
Спроектировал храм губернский архитектор Фёдор Осипович Ливчак.
В 1909 году здание уже было построено до светового барабана, выполнялись лепные работы. 22 августа 1910 года на купол водрузили крест. Местный живописец В. Буреев расписал стены в соответствии с общим замыслом архитектора.
В начале 1911 года церковным старостой был избран потомственный почётный гражданин Симбирска купец Алексей Павлович Балакирщиков.
Построена в 1911 году. А 22 мая (4 июня) 1911 года Воскресенская кладбищенская церковь была освящена епископом Вениамином (Муратовский).
В 1912 году при Воскресенской церкви было открыто первое в Симбирске церковное общество трезвости.

### Советское время и 1990-е
В 1930 году со звонницы были сняты колокола. Осуждены и расстреляны первый настоятель Иоанн Апраксин и его преемник Иоанн Сергиевский. После закрытия в 1937 году Неопалимовской церкви, кладбищенская церковь осталась единственной действующей в городе. А 2 августа 1941 года и этот храм был закрыт, здание передано коммунхозу «под засыпку хлеба Ульяновскому пункту «Заготзерно», иконы и утварь увезены на склад горисполкома. Но 1 сентября 1941 года, через две недели после формального закрытия, местоблюститель Патриаршего престола митрополит Московский и Коломенский Сергий (Страгородский) назначил в Воскресенскую церковь города Ульяновска нового настоятеля, отца Анатолия Мартынова.
19 октября 1941 года в час ночи в Ульяновск прибыл Патриарший местоблюститель митрополит Сергий (Страгородский) и сопровождавшие его лица. День был воскресным, и уже через 8 часов прихожане встречали высоких гостей. На тот момент храм относился к григорианском расколу, но служивший в нём молодой иеромонах принёс покаяние и вместе с общиной перешёл в патриаршую Церковь. 26 октября в Воскресенском храме митрополит Сергий (Страгородский) возглавил первое богослужение, котором принимали участие: митрополит Киевский и Галицкий Николай (Ярушевич), архиепископ Можайский Сергий (Гришин), архиепископ Иоанн (Соколов), протопресвитер Н. Ф. Колчицкий, протоиерей А. П. Смирнов, протодиакон Георгий  (Антоненко), келейник Иоанн (Разумов) и другие. В течение последующего месяца здесь регулярно происходили богослужения. Однако по размерам церковь не подходила для соборных богослужений, на которые день ото дня собиралось всё больше верующих. Начался поиск более подходящего здания, однако другие сохранившийся православные храмы были либо перестроены и приспособлены для иных нужд, либо пребывали в небрежении и запустении. Не было зданий, которые можно было в короткий срок отремонтировать и использовать для богослужебных целей. После долгих поисков было решено переоборудовать под Патриархию бывший костёл на улице Водников (бывшая Шатальная, 15).
23 июля 1943 года в Воскресенском храме архиепископом Варфоломеем (Городцевым), отрёкшегося «от раскольнических заблуждений» монаха Фотия (Топиро) , рукоположён во иеродиакона. 
Московская Патриархия находилась в Ульяновске до 26 августа 1943 года.
В январе 1945 года Воскресенский храм с постройками и имуществом был передан Ульяновским облисполкомом в бессрочное бесплатное пользование церковной общине.
В августе 1972 года кладбище было закрыто.                                                                                                                                                                                              
В 1970-е—1990-е годы облик храма немного изменился: появились две пристройки, были заложены несколько окон и арка, поменялась окраска и росписи. До середины 1970-х годов, на южной стене бывшей часовни, было изображение Воскресения Христова, ныне — образ коленопреклонённого преподобного Серафима Саровского. Около двух десятилетий церковь была окрашена в тёмно-коричневый цвет, а купола блестели серебрянкой.
К 1000-летию крещения Руси (1988) около храма уложили асфальтовое покрытие.
В феврале 1998 года на куполе храма установили новый позолоченный крест. Покрашены стены и купола храма, обновлены фрески, перестроены кладбищенские ворота. Тогда же приведены в порядок захоронения на кладбище, восстановлены дорожки, убраны старые деревья.

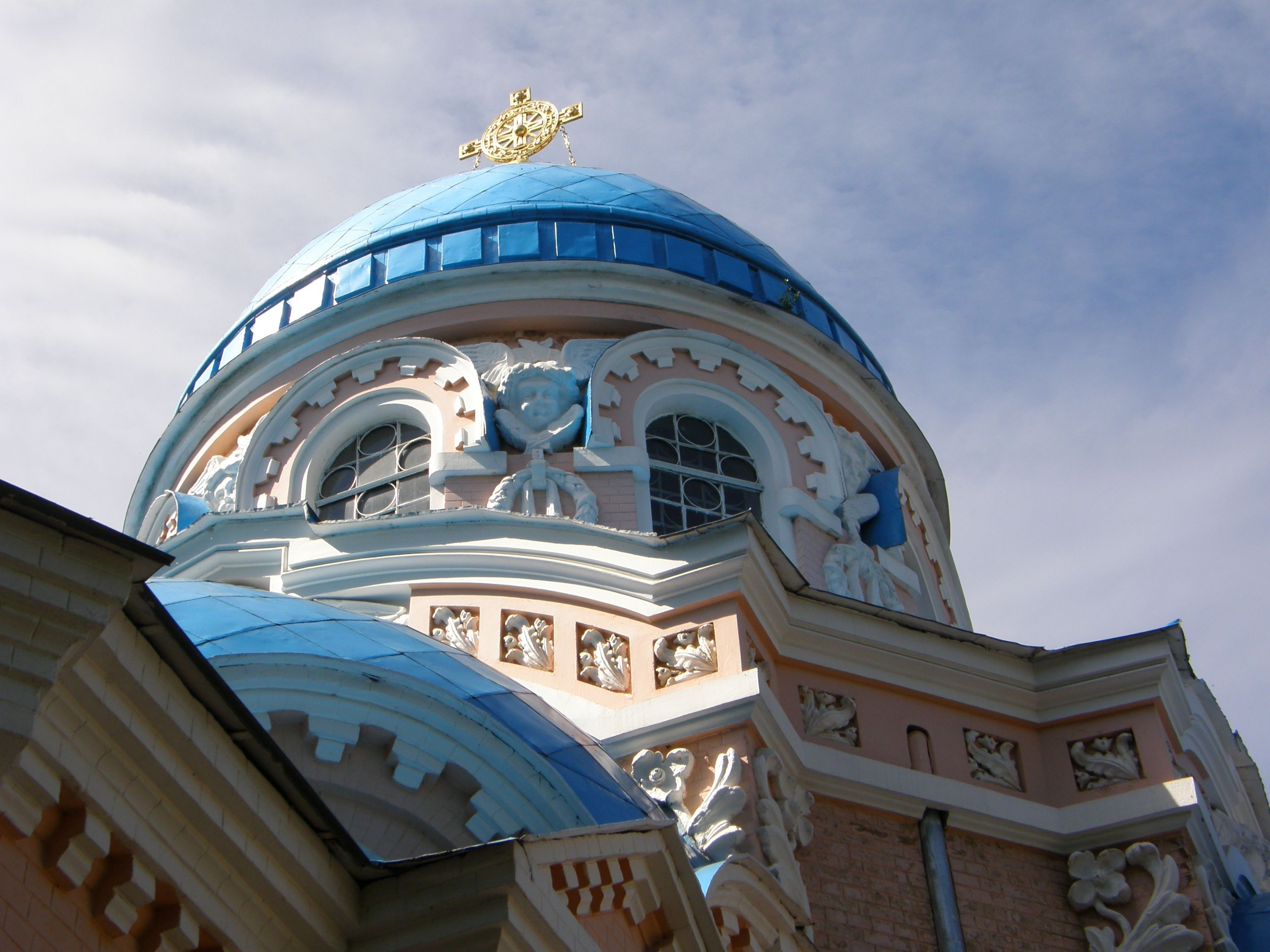
Купола Вознесенской церкви. 2008 г. (до реставрации).

### Современное время
В 2000 году по инициативе главы администрации области Юрия Горячева территория кладбища была   благоустроена и отремонтирована церковь.                                                                                                                                                                                                 
В 2006-м и 2012—2014-х годах храм вновь капитально отремонтировали и заново покрасили. Центральный купол заблистал золотом.
Приказом № 458 от 25 февраля 2016 года министра культуры РФ Владимира Мединского церковь Воскресения Христова включена в единый государственный реестр объектов культурного наследия в качестве объекта культурного наследия федерального значения. 3 июня 2016 года, к 105-й годовщине освящения Воскресенской церкви, на её стене была установлена памятная информационная доска.

## Святыни храма
В храме хранятся частицы мощей следующих святых:
- Саввы Сторожевского
- Гавриила Мелекесского
- Фёдора Ушакова-Санаксарского
- архимандрита Александра Санаксарского
- архимандрита Фёдора Санаксарского
- Митрофана Воронежского
- преподобного Пимена Великого
- Иова Почаевского
- Иннокентия епископа Пензинского
- священномученика митрополита Владимира Киевского
- преподобного Герасима Иорданского
- блаженного Андрея Симбирского
- великомученика целителя Пантелеимона
- Никомидийских святых
- святого праведного Петра Чагринского

## Настоятели
- Первый настоятель Воскресенской церкви Иоанн Апраксин (1911 — 1916)[10]
- Священник Иоанн Петрович Сергиевский (с 14 ноября 1916 г.)[11]
- Протоиерей Пётр Малиновский (1919 — ?)[10]
- священник Николай Дмитриевич Болтунов (1927 — 1937)[12]
- Священник Виталий Фёдорович Грязнов (1935 — 1937)[13][14]
- Обновленческий архиепископ Иоанн (на 1937, в миру Иван Васильевич Никольский)[15][16][17]
- Протоиерей Иоанн Сергиевский (1937 — 1938)[10]
- Священник Анатолий Григорьевич Спиридонов[18]
- Протоиерей Анатолий Мартынов (1.09.1941 — ?)[10]
- Протоиерей Василий Городецкий (1953 — 1955)
- Протоиерей Николай Потоцкий (1955 — 1959)
- Протоиерей Никифор Николаев (1960-е гг.).
- Протоиерей Борис Крыжин (1981 — 1989)
- архиепископ Симбирский и Мелекесский Прокл (Хазов)  (1989 — ?)
- С 1 декабря 2011 года по 1 декабря 2012 года настоятелем храма являлся Диодор (Исаев).

## Духовенство
- Настоятелем храма на сегодняшнее время является иерей  Антоний Закурдаев.

## Галерея

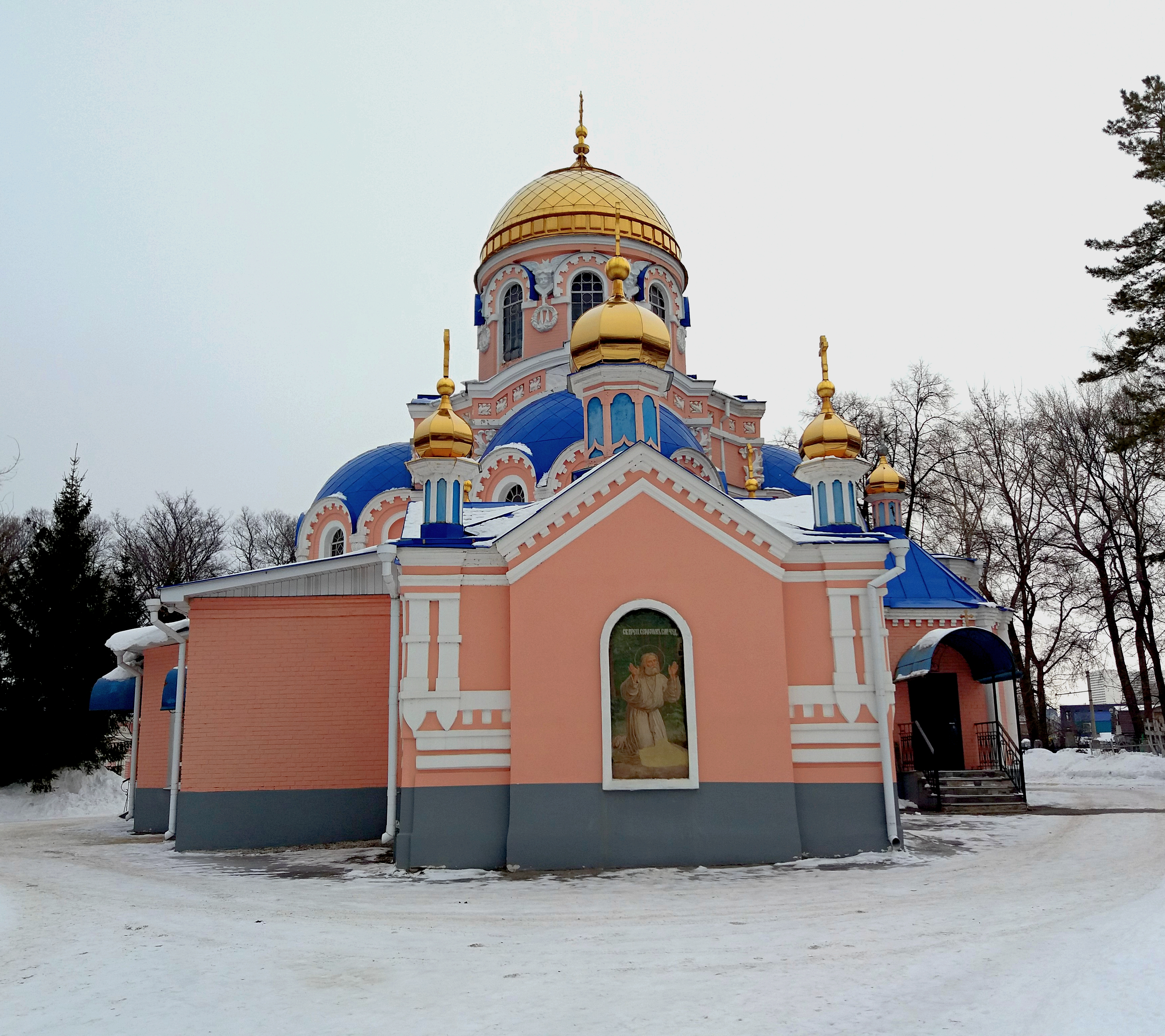
Воскресенский храм.
Часовня Воскресенского храма.
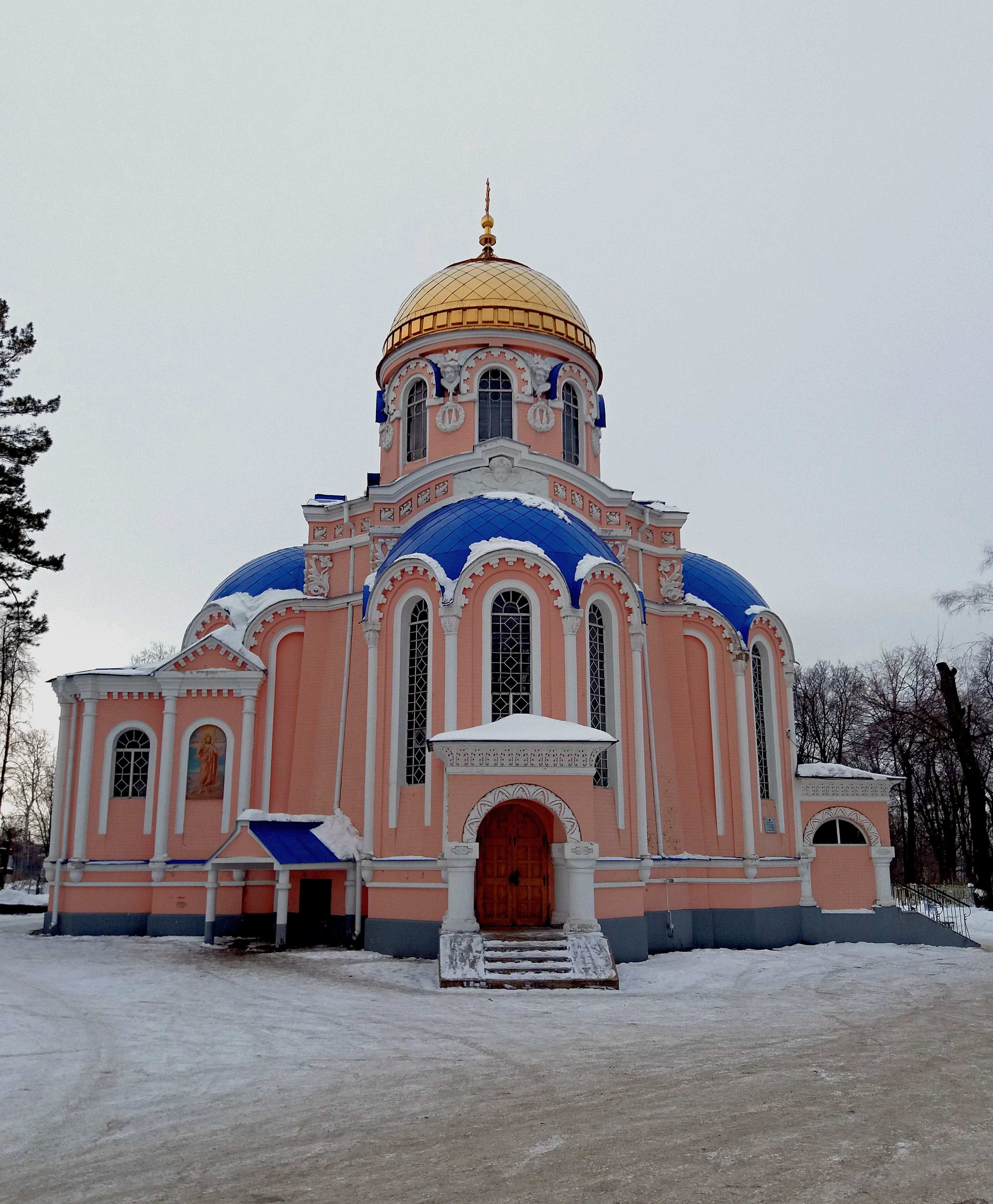
Воскресенский храм.
Мемориальная доска Ливчаку Ф. О. на Воскресенском храме.
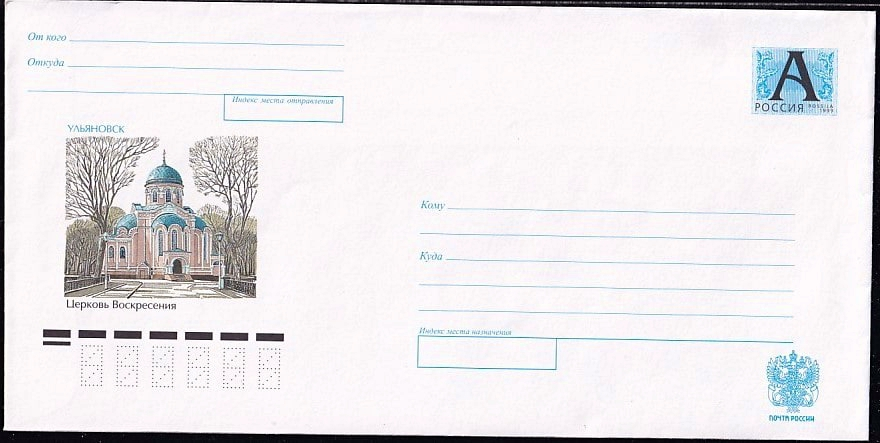
ХМК РФ, 2004. Ульяновск. Церковь Воскресения.